# Madison (Kansas)
Madison es una ciudad ubicada en el condado de Greenwood en el estado estadounidense de Kansas. En el año 2010 tenía una población de 701 habitantes y una densidad poblacional de 438,13 personas por km².

## Geografía
Madison se encuentra ubicada en las coordenadas 38°7′59″N 96°8′14″O / 38.13306, -96.13722 (38.133014, -96.137252).

## Demografía
Según la Oficina del Censo en 2000 los ingresos medios por hogar en la localidad eran de $30,536 y los ingresos medios por familia eran $40,125. Los hombres tenían unos ingresos medios de $25,625 frente a los $18,333 para las mujeres. La renta per cápita para la localidad era de $15,558. Alrededor del 13.1% de la población estaban por debajo del umbral de pobreza.